# کلک درمیان علی آقانظری
کلک درمیان علی آقانظری، روستایی در دهستان افرینه بخش افرینه شهرستان معمولان در استان لرستان ایران است.

## جمعیت
بر پایه سرشماری عمومی نفوس و مسکن در سال ۱۳۹۵، جمعیت این روستا برابر با ۲۴ نفر (۵ خانوار) بوده‌است.